# جولي دو بيدج
جولي دو بيدج (بالفرنسية: Julie du Page)‏ هي عارضة وممثلة فرنسية، ولدت في 6 أكتوبر 1973 بباريس في فرنسا.

## وصلات خارجية
- جولي دو بيدج على موقع IMDb (الإنجليزية)
- جولي دو بيدج على موقع ألو سيني (الفرنسية)
- جولي دو بيدج على موقع أول موفي (الإنجليزية)
- جولي دو بيدج على موقع قاعدة بيانات الفيلم (الإنجليزية)
- جولي دو بيدج على موقع كينوبويسك (الروسية)